# Nassau-Saarbrücken
El Condado de Saarbrücken fue un Estado Imperial en la región de la Alta Lorena, con su capital en Saarbrücken. Desde 1381 pertenecía a la rama Walram de la renana Casa de Nassau.

## Condado de Saarbrücken

Escudo de armas de los Condes de Saarbrücken.

Alrededor del año 1080 el rey Enrique IV de Alemania invistió a un Conde Siegbert en el Saargau con el título carolingio de Kaiserpfalz en Wadgassen sobre el río Sarre (en alemán Saar) y con posesiones ulteriores sostenidas por los Obispos de Metz en el Bliesgau así como en las regiones adyacentes de Alsacia y Palatinado como feudos.
En el curso de las feroces disputas de Investidura, el auge de la dinastía comital continuó con la elección del hijo de Siegbert, Adalberto, como Arzobispo de Maguncia en 1111, y en 1118 su hermano mayor Federico fue el primero mencionado con el título de "Conde de Saarbrücken". Sin embargo, el hijo de Federico, Simón I tuvo que enfrentarse a la destrucción de su residencia en Saarbrücken por fuerzas del emperador Federico Barbarroja en 1168. A su muerte en torno a 1183, el condado fue dividido en dos partes, cuando los territorios del Palatinado fueron separados para formar la base del Condado de Zweibrücken. Las posesiones alsacianas ya se habían perdido alrededor de 1120.
Cuando la Casa comital de Leiningen se extinguió en 1212, los Condes de Saarbrücken por jure uxoris heredaron sus posesiones del Palatinado en torno al Castillo de Altleiningen, donde fundaron la línea menor de los Condes de Leiningen como una rama cadete. Simón III de Saarbrücken, conde desde 1207, era un leal partidario de la Casa Imperial de Hohenstaufen y de Felipe de Suabia. Posteriormente se unió a la Quinta Cruzada y, como no tenía herederos varones, alcanzó el reconocimiento de la herencia por su hija Laurette. Su hija menor Matilde, quien sucedió a su hermana en 1272, logró asegurar su derecho de sucesión por el matrimonio con el Conde Simón de Commercy quien desde 1271 se llamó a sí mismo Conde de Saarbrücken-Commercy.
Saarbrücken recibió privilegios de ciudad en 1322. El Conde Juan I, en la línea de los duques de Lorena, se unió al rey Enrique VII de Alemania de la Casa de Luxemburgo en su campaña en Italia y luchó con el hijo de Enrique, Juan de Bohemia, al lado de Francia en la guerra de los Cien Años. Su nieto, el último Conde Juan II de Saarbrücken, del mismo modo luchó con los franceses en la batalla de Poitiers en 1356, donde él y el rey Juan II de Francia fueron capturados y hasta el Tratado de Brétigny de 1360 encarcelados en el Castillo de Wallingford. Investido con el Señorío de Vaucouleurs así como con el título de Grand bouteiller de France, tuvo que, no obstante, empeñar importantes partes de sus posesiones al Arzobispo Balduino de Tréveris. Con la muerte de Juan en 1381 la línea masculina llegó a su fin de nuevo. Debido a que su hija Juana había contraído matrimonio con el Conde Juan I de Nassau-Weilburg en 1353, su hijo Felipe I heredó el Condado de Saarbrücken.

## Condado de Nassau-Saarbrücken

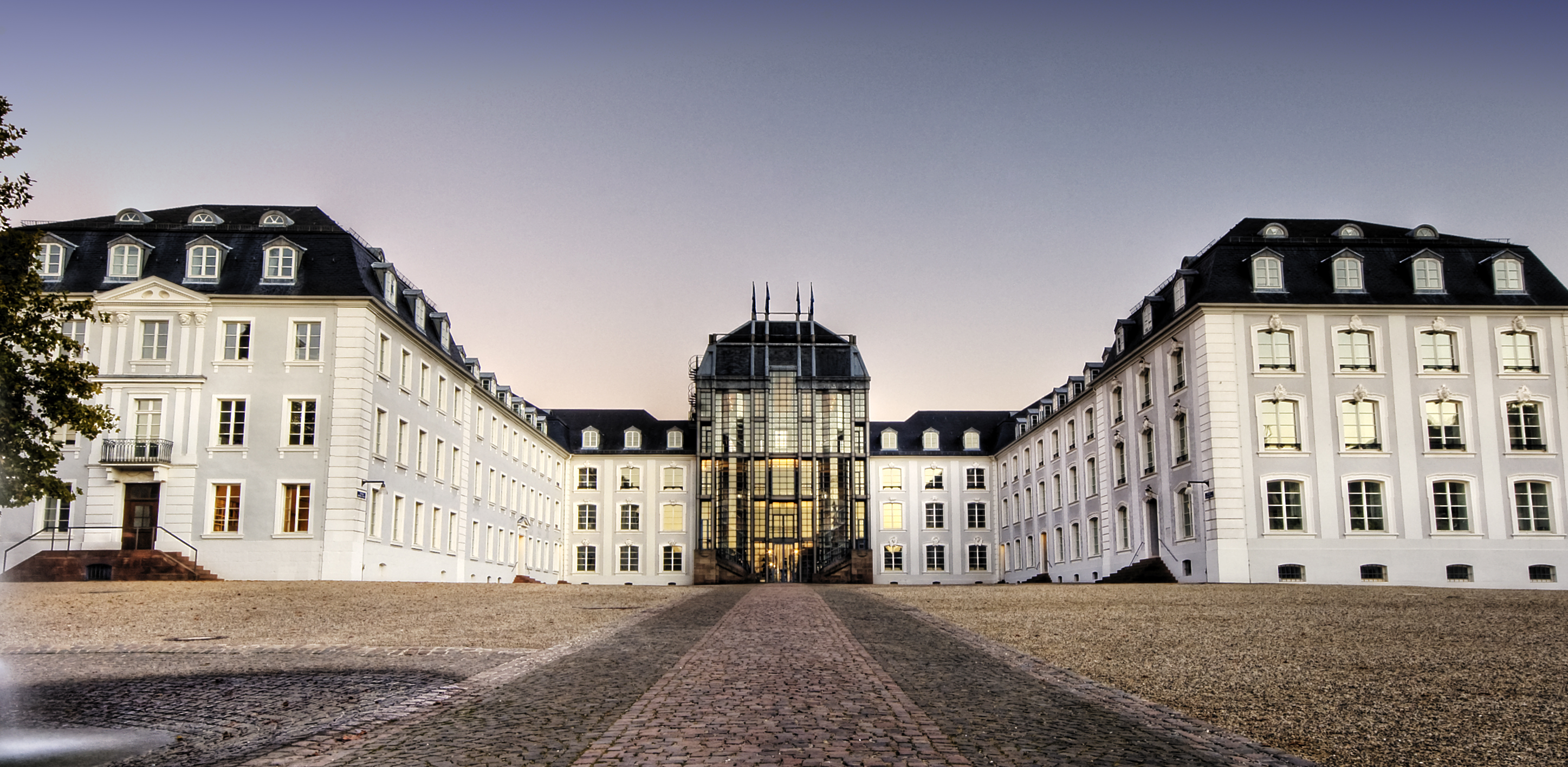
Palacio de Saarbrücken.

Felipe I gobernó conjuntamente Nassau-Saarbrücken y Nassau-Weilburg y en 1393 heredó a través de su esposa Juana de Hohenlohe los señoríos de Kirchheimbolanden y Stauf. También recibió la mitad de Nassau-Ottweiler en 1393 y otros territorios más tarde durante su reinado. Después de su muerte en 1429 los territorios alrededor de Saarbrücken y a lo largo del río Lahn se mantuvieron unificados hasta 1442, donde fueron de nuevo divididos entre sus hijos varones en las líneas de Nassau-Saarbrücken (al oeste del Rin) y Nassau-Weilburg (al este del Rin), la también denominada línea menor de Nassau-Weilburg.
En 1507 el Conde Juan Luis I extendió significativamente su territorio mediante el matrimonio con Catalina, la hija del último Conde de Moers-Saarwerden y en 1527 heredó el Condado de Sarrewerden, incluyendo el Señorío de Lahr. Aunque después de su muerte en 1544 el país fue partido en tres parte, las tres líneas (Ottweiler, Saarbrücken propiamente y Kirchheim) quedaron todas extintas en 1572 y todo el Nassau-Saarbrücken fue unificado con Nassau-Weilburg hasta el año 1629. Esta nueva división sin embargo no fue ejecutada hasta el fin de la guerra de los Treinta Años y en 1651 fueron fundados tres condados: Nassau-Idstein, Nassau-Weilburg y Nassau-Saarbrücken.

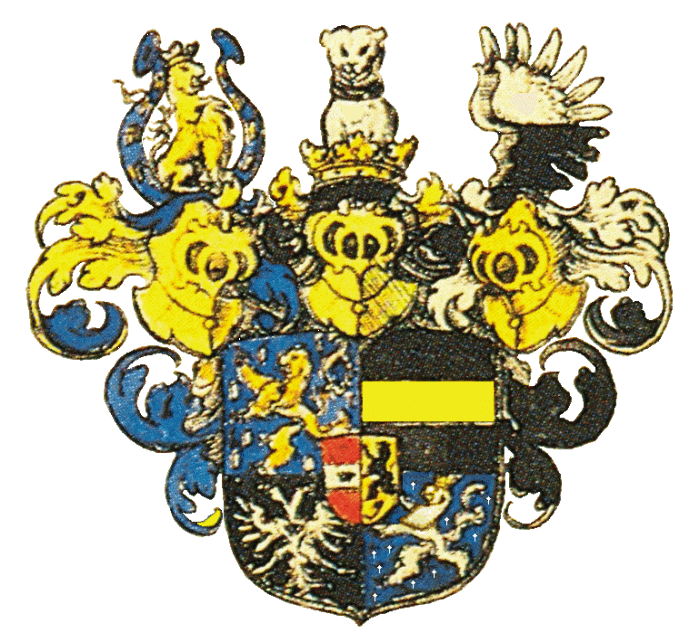
Escudo de armas de Nassau-Saarbrücken.

Solo ocho años más tarde, Nassau-Saarbrücken fue de nuevo partido en:
- Nassau-Saarbrücken propiamente, pasó a manos de Nassau-Ottweiler en 1723
- Nassau-Ottweiler, pasó a manos de Nassau-Usingen en 1728
- Nassau-Usingen

Para 1728 Nassau-Saarbrücken fue unificado con Nassau-Usingen que había heredado Nassau-Ottweiler y Nassau-Idstein. En 1735 Nassau-Usingen fue de nuevo dividido en Nassau-Usingen y Nassau-Saarbrücken. En 1797 Nassau-Usingen finalmente heredó Nassau-Saarbrücken; este fue (re-)unificado con Nassau-Weilburg y elevado a Ducado de Nassau en 1806. El primer Duque de Nassau fue Federico Augusto de Nassau-Usingen quien murió en 1816. El Príncipe Guillermo de Nassau-Weilburg heredó el Ducado de Nassau. Sin embargo, los territorios de Nassau-Saarbrücken fueron ocupados por Francia en 1793 siendo anexionados como departamento del Sarre en 1797. Finalmente el Condado de Nassau-Saarbrücken fue incorporado a Prusia en 1814.
El escudo de armas combinaba el león de los condes de Saargau con las cruces de la casa de Commercy, y fue utilizado cuando fue creado el escudo de armas del Sarre.

## Posesiones en 1797
- El Principado de Saarbrücken
- Condado de Ottweiler
- Algunas villas de la Abadía de Wadgassen
- dos tercios del Condado de Saarwerden (el bailiazgo de Harskirchen, el resto quedando en posesión por Nassau-Weilburg)

## Gobernantes

### Casa de Leiningen
- 1080-1105 Siegbert
- 1105-1135 Federico
- 1135-1182 Simón I
- 1182-1207 Simón II
- 1207-1245 Simón III
- 1245-1271 Lauretta
- 1271-1274 Matilde

### Casa de Broyes-Commercy
- 1271-1308 Simón IV
- 1308-1342 Juan I
- 1342-1381 Juan II
- 1381-1381 Joan

### Casa de Nassau
| Reinado      | Nombre               | Retrato | Nacimiento              | Fallecimiento           | Familia                                                                       |
| ------------ | -------------------- | ------- | ----------------------- | ----------------------- | ----------------------------------------------------------------------------- |
| 1381-1429    | Felipe I             |         | 1368                    | 2 de julio de 1429      |                                                                               |
| 1429/42-1472 | Juan II              |         | 4 de abril de 1423      | 25 de julio de 1472     | hijo                                                                          |
| 1472-1545    | Juan Luis            |         | 19 de octubre de 1472   | 4 de junio de 1545      | hijo                                                                          |
| 1545-1554    | Felipe II            |         | 25 de julio de 1509     | 19 de junio de 1554     | hijo                                                                          |
| 1554-1574    | Juan III             |         | 5 de abril de 1511      | 23 de noviembre de 1574 | hermano                                                                       |
| 1574-1602    | Felipe IV            |         | 14 de octubre de 1542   | 12 de marzo de 1602     | hijo de Felipe III de Nassau-Weilburg                                         |
| 1602-1627    | Luis II              |         | 9 de agosto de 1565     | 8 de noviembre de 1627  | hijo de su hermano                                                            |
| 1625/7-1640  | Guillermo Luis       |         | 18 de diciembre de 1590 | 22 de agosto de 1640    | hijo                                                                          |
| 1640-1642    | Crato                |         | 7 de noviembre de 1621  | 14 de julio de 1642     | hijo                                                                          |
| 1642-1659    | Juan Luis            |         | 24 de mayo de 1625      | 9 de febrero de 1690    | hermano                                                                       |
| 1642-1677    | Gustavo Adolfo       |         | 27 de marzo de 1632     | 9 de octubre de 1677    | hermano                                                                       |
| 1677-1713    | Luis Crato           |         | 28 de marzo de 1663     | 14 de febrero de 1713   | hijo                                                                          |
| 1713-1723    | Carlos Luis          |         | 6 de enero de 1665      | 6 de diciembre de 1723  | hermano                                                                       |
| 1723-1728    | Federico Luis        |         | 3 de noviembre de 1651  | 25 de mayo de 1728      | hijo de Juan Luis                                                             |
| 1728-1735    | Carlos               |         | 31 de diciembre de 1712 | 21 de junio de 1775     | hijo de Guillermo Enrique I de Nassau-Usingen, primo segundo de Federico Luis |
| 1735/42-1768 | Guillermo Enrique II |         | 6 de marzo de 1718      | 24 de julio de 1768     | hermano                                                                       |
| 1768-1794    | Luis                 |         | 3 de enero de 1745      | 2 de marzo de 1794      | hijo                                                                          |
| 1794-1797    | Enrique              |         | 9 de marzo de 1768      | 27 de abril de 1797     | hijo                                                                          |